# Irreligión en el Reino Unido

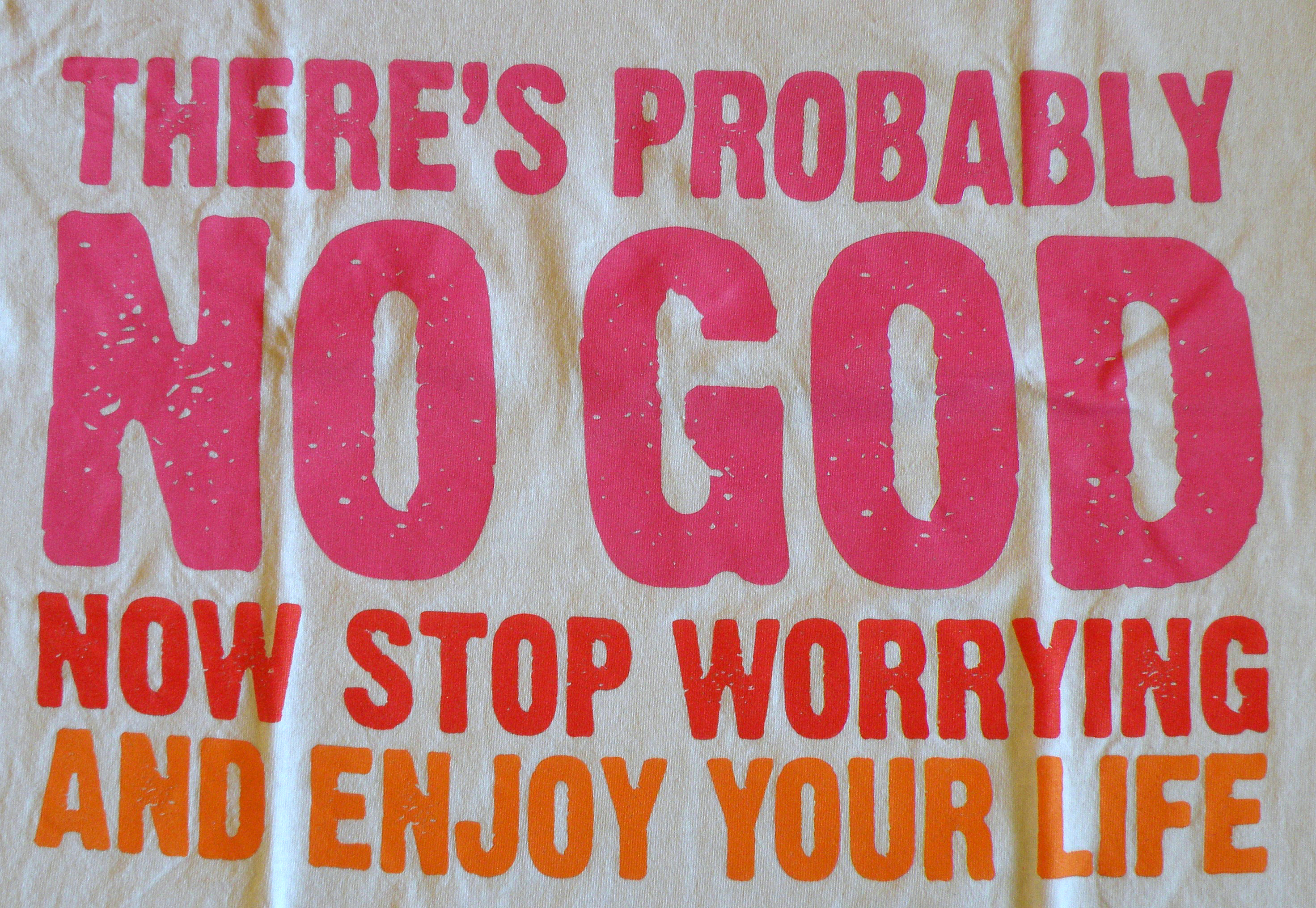
«Dios probablemente no existe, deja de preocuparte y disfruta tu vida».

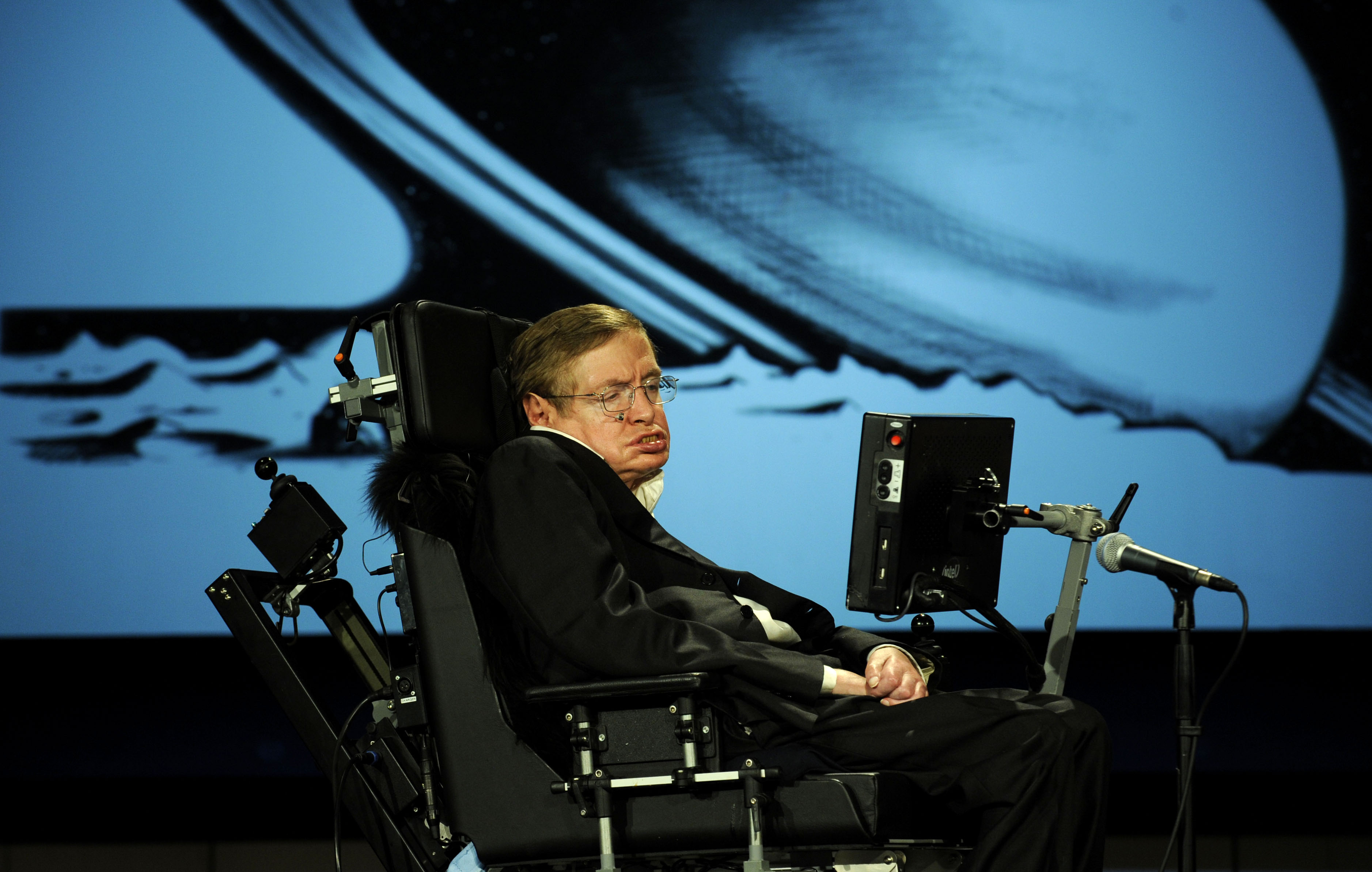
El físico Stephen Hawking fue ateo.

La irreligión en el Reino Unido se refiere a la prevalencia de la ausencia, indiferencia o rechazo: de religión en el país. Incluye fenómenos como el agnosticismo, ateísmo, no teísmo o humanismo secular.
A través de la historia, el crecimiento del fenómeno en los británicos ha seguido un patrón europeo de secularización y ahora es una de las naciones más irreligiosas del mundo. Una encuesta de 2009 a 1.000 adolescentes británicos (de 13 a 17 años), informa que dos tercios de los adolescentes no creen en Dios.

## Política

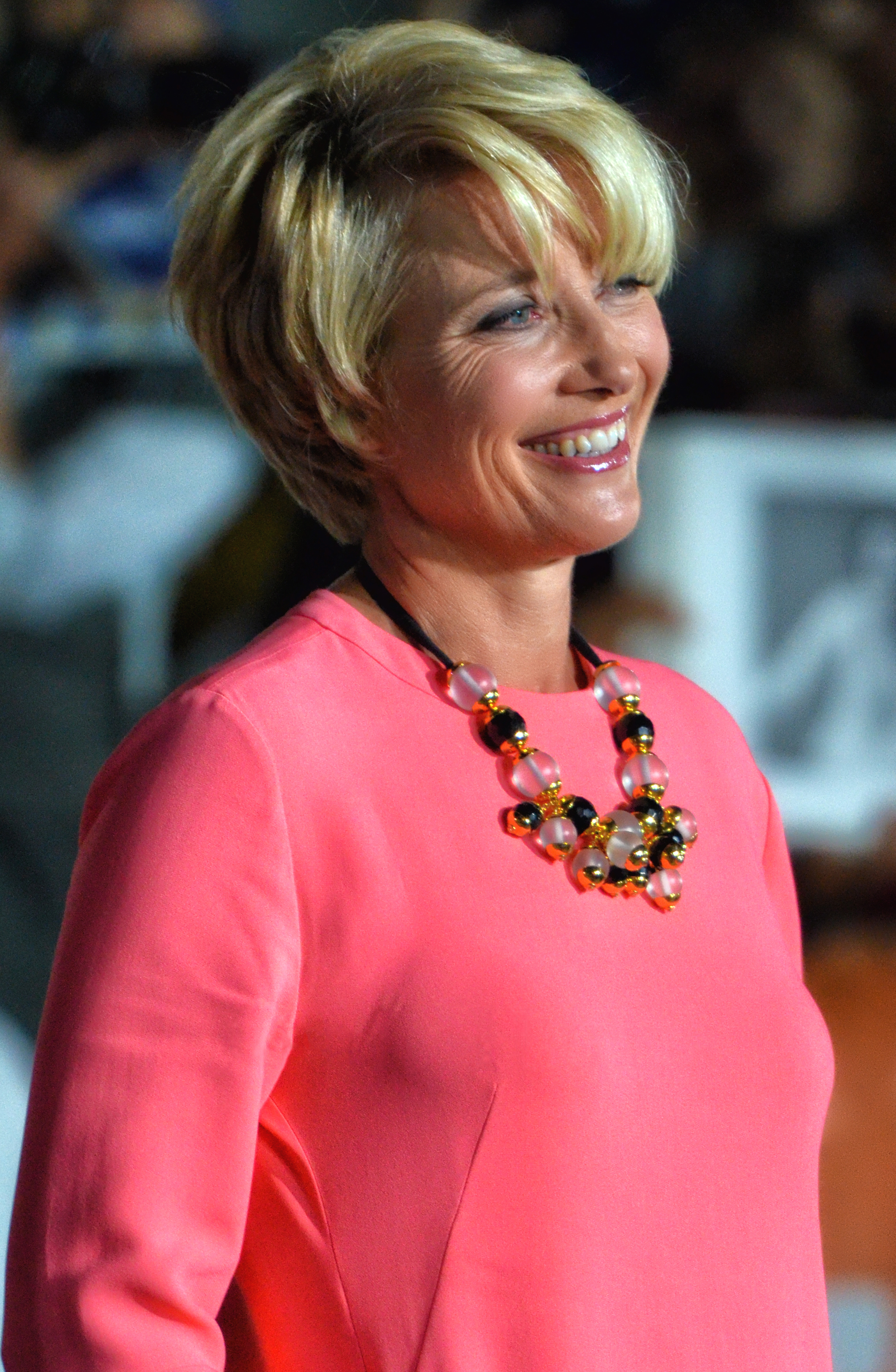
Emma Thompson es atea.

La libertad de ser irreligioso había sido limitada históricamente por la Ley de Blasfemia, que castigaba las burlas y críticas a la Iglesia de Inglaterra. Las naciones constituyentes de Gales e Inglaterra la abolieron en 2008 y Escocia en 2021, la última condena fue en 1977 y aún permanece vigente en la legislación de Irlanda del Norte; siendo incompatible con la Ley de Derechos Humanos de 1998 y la Convención Europea de Derechos Humanos.
En 2015, más de 110 parlamentarios son miembros del Grupo Humanista Parlamentario de todos los Partidos, lo que significa que los no religiosos tienen una representación sustancial entre comunes y lores.

## Datos empíricos

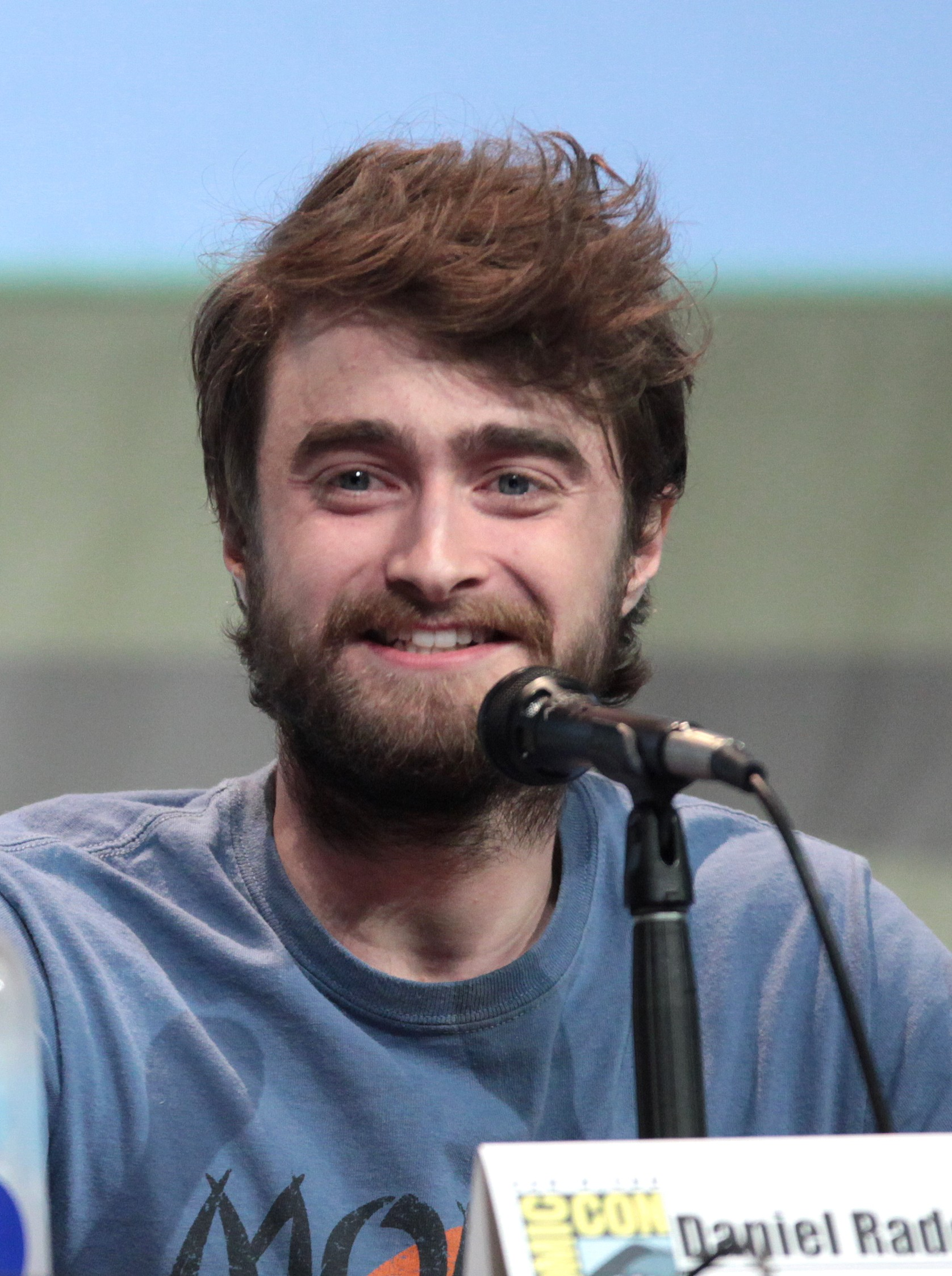
El actor Daniel Radcliffe es ateo.

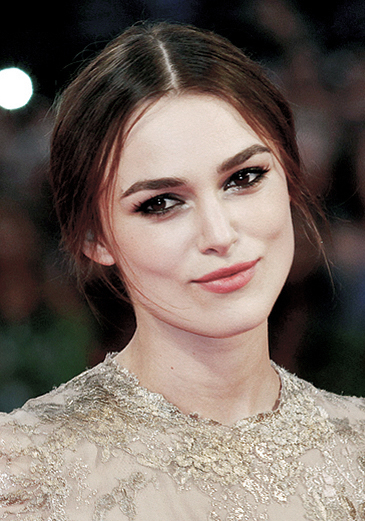
La actriz Keira Knightley es atea.

El censo de 2001 fue el primero que recopiló datos sobre religión y mostró que había 7.7 millones de personas no afiliadas en el país (12%). La pregunta «¿Cuál es tu religión?» fue criticada por demógrafos, humanistas y grupos secularistas. Otras encuestas, como la encuesta británica de actitudes sociales, que es anual y hace una pregunta diferente al censo: «¿Te consideras de una religión?» y «En caso afirmativo, ¿cuál?», estimó en 2019 que los no religiosos son mayoría; 52%.
Si bien la no afiliación es el indicador principal, la irreligión objetiva no necesariamente se correlaciona con él. El 6% de los anglicanos encuestados en 2013 afirmativamente no creía en un dios, mientras que el 15% de los que no tenían religión creían en algún poder superior y se consideraban deístas.

### Censo de 2011
La pregunta «¿Cuál es tu religión?» continuó en un formato revisado en el próximo censo de 2011 y contabilizó 14.1 millones de personas irreligiosas (22%), lo que convirtió a la irreligión en el segundo punto de vista más grande sobre la religión después del cristianismo, mayor que las poblaciones combinadas de otras religiones y el grupo que experimentó más crecimiento.
A nivel jurisdicciones: el 34% de la población de Gales no profesa ninguna religión, igual porcentaje sucede en Escocia (33%), un 25% de Inglaterra y solo el 7% de Irlanda del Norte. La autoridad local con el nivel más alto de irreligión fue Norwich (una ciudad del condado de Norfolk); donde el nivel era del 42.5% y demostró que la religión tiene la menor influencia en los jóvenes.

## Historia
El activismo organizado por la irreligión en el Reino Unido derivó sus raíces del legado de los inconformistas anglicanos. En 1793 se fundó la Sociedad Ética Conway Hall, que más tarde se asociaría con el movimiento ético, como una organización de humanistas.

### SigloXIX
En 1811 fue publicada La necesidad del ateísmo por un joven estudiante de Oxford, Percy Bysshe Shelley. Fue una de los primeros reconocimientos impresos y abiertos de irreligión en Inglaterra.
El Oráculo de la Razón, la primera publicación periódica juradamente atea en la historia británica, fue publicado de 1841 a 1843 por Charles Southwell. Sufrió numerosos encarcelamientos de su personal, incluyendo Southwell, George Holyoake y Thomas Paterson, por misivas consideradas «blasfemas» por las autoridades (Holyoake fue la última persona en Gran Bretaña condenada por blasfemia en una conferencia pública). Holyoake tomó la publicación de The Movement (1842 a 1845) después de su sentencia de seis meses, que más tarde se convirtió en The Reasoner (1845 - 1860) y se centró más en los problemas sociales que enfrentaba parte de la clase obrera británica, aumentando la lectura de la publicación. Fue durante este tiempo que Holyoake desarrolló su idea para la sustitución del cristianismo por un sistema ético basado en la ciencia y la razón, calificando su propuesta de «secularismo».

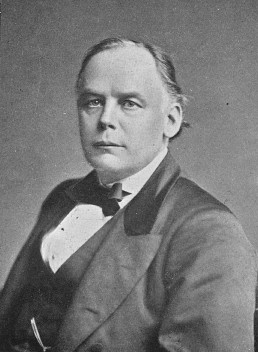
Charles Bradlaugh, fundador de la Sociedad Nacional Secular en 1866.

Holyoake perfeccionó la palabra secularismo en 1851, como el movimiento para la separación Iglesia-Estado. La Sociedad Nacional Secular, fundada en 1866 por el político Charles Bradlaugh, encabezó la defensa de la liberación de los ciudadanos de los requisitos absolutos del gobierno relacionados con las prácticas religiosas. La elección de Bradlaugh al Parlamento en 1880 provocó una disputa de una década sobre el derecho exigido a afirmar declaraciones de cargo en lugar de juramentos, ya que se le negó su escaño durante cinco años por un fallo que le negaba el derecho a afirmar y resoluciones que le impiden prestar juramento. Cuando Bradlaugh finalmente fue admitido en 1886, abordó el tema y logró que se aprobara la Ley de Juramentos de 1888, que confirmó el derecho a afirmar opcionalmente declaraciones para inauguraciones de cargos y ofrecer testimonio a organismos gubernamentales.
En 1881 The Freethinker comenzó a circular como el periódico humanista de mayor duración en Gran Bretaña. En 1896 Stanton Coit fundó la actual Humanists UK. En 1899 la Asociación Racionalista fue formada por un grupo de librepensadores, entre ellos Charles Albert Jr. y George Holyoake.

### SigloXX
John Gott, un trabajador de Bradford (Yorkshire del Oeste), atacó la religión; especialmente el cristianismo, al considerar que reducía la oportunidad de una revolución socialista. Sus conferencias sobre racionalismo y escepticismo, y panfletos anticristianos, lo llevaron a la cárcel por blasfemia en 1911. El primer ministro Herbert Henry Asquith fue uno de un grupo de miembros del parlamento que propusieron una legislación que finalmente fracasó para abolir los delitos de blasfemia. Gott fue encarcelado nuevamente diez años después por un panfleto que mostraba a Jesús de Nazaret como un payaso y murió en 1922 poco después de su sentencia de nueve meses que incluyó trabajos forzados a pesar de su empeoramiento de la condición física, provocando una reacción pública en contra de su sentencia.
Gott fue el último británico encarcelado por blasfemia, pero el delito siguió siendo un delito técnico según el derecho anglosajón hasta que fue abolida por la Ley de inmigración y justicia penal de 2008.
Los años 1960 fueron un tiempo importante para la irreligión, ya que la Unión Ética se renombró como Asociación Humanista Británica para acoplarse a la Humanist International y creó un símbolo para el humanismo secular, el Humano Feliz. Locutores como Margaret Horsey sensacionalizaron al Reino Unido con una defensa abierta de los valores no religiosos y la educación secular. Altas figuras del movimiento humanista británico salieron a asumir roles de liderazgo en instituciones como la Unesco, la Organización Mundial de la Salud y la Organización de las Naciones Unidas para la Alimentación y la Agricultura.
El biólogo evolutivo Richard Dawkins, que saltó a la fama por primera vez en 1976 tras el lanzamiento de El gen egoísta, figuró cada vez más en la irreligión británica con el lanzamiento de su obra El relojero ciego en 1986, en la que defendía la selección natural evolutiva en oposición al creacionismo y diseño inteligente.

## Actualidad

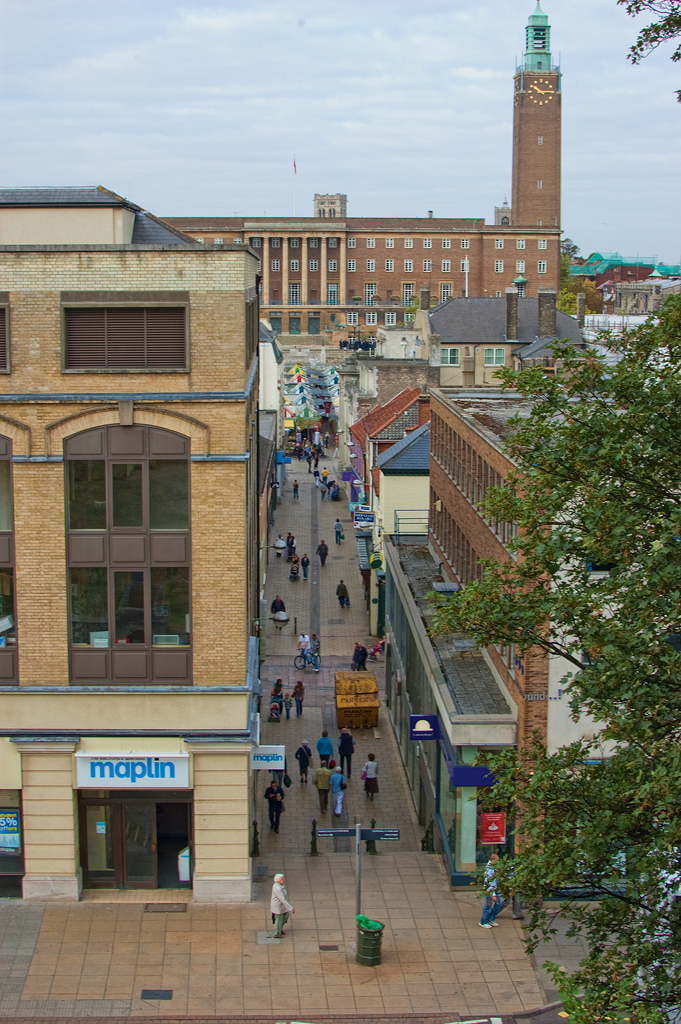
Norwich: según el censo británico de 2011, es la ciudad más irreligiosa con un 42.5% de ateos.

En el siglo XXI, el nuevo ateísmo se convirtió en un tema popular de debate, apoyo y crítica en el Reino Unido. El libro de Dawkins de 2006 El espejismo de Dios y el libro de Christopher Hitchens de 2007 Dios no es bueno, fueron consideradas obras emblemáticas de la época entre los autores británicos y Dawkins abogó por el movimiento Brights.
La campaña de Autobuses Ateos fue inaugurada durante este tiempo, en la que Humanists UK compró anuncios en autobuses de dos pisos con el fin de abogar por la no creencia en lo sobrenatural; la campaña causó controversia y quejas a las autoridades, pero pronto se extendió a otros países y continentes, arraigando en los Estados Unidos como una variedad de campañas de cartelera atea.
Se espera que para 2038 el ateísmo sea la posición dominante sobre la existencia de Dios en Inglaterra.
Según YouGov, se percibe que el cristianismo está en declive. Las encuestas de Mori Polls han demostrado que los cristianos británicos apoyan un estado laico. Los británicos están entre los más escépticos sobre la religión.
Las estadísticas de la Office for National Statistics publicadas en 2019 mostraron que el número de personas no religiosas en Gran Bretaña: ha aumentado en un 46% desde 2011 (hasta un total del 39% de la población), con más de 8 millones de personas más declarando que no pertenecen a ningún grupo religioso. Además de esto, las cifras también muestran una disminución del 15% en el número de personas que se identifican como cristianas.
Humanists UK es la organización más prominente que defiende la irreligión en los británicos. La organización apoya que el Reino Unido se convierta en un estado laico.